# Хоральная синагога Бродского
Хоральная синагога Бродского (укр. Синагога Бродського, идиш בראדסקי שול‎) — хоральная синагога в городе Киев. 
Здание хоральной синагоги построено в 1897—1898 годах по проекту архитектора Георгия Шлейфера строительной конторой Льва Гинзбурга на деньги Л. И. Бродского.

## История
Начало еврейских молитвенных домов в Киеве Киевской губернии Российской империи положено в 1866 году. В 1884 году в городе имелось 9 молитвенных домов, а в начале 1890-х годов — четыре синагоги и 14 молитвенных домов. Ходатайства от кагала перед киевскими властями об устройстве хоральной синагоги были возбуждены еще в 1886 году, но лишь в 1893 году они были удовлетворены, и последовало разрешение на строительство хоральной синагоги. Синагога была открыта 24 августа (5 сентября) 1898 года (к пятидесятилетию со дня рождения Лазаря Израилевича Бродского). Построена по проекту архитектора Георгия Павловича Шлейфера строительной конторой Льва Гинзбурга на деньги Бродского. В 1904 году «Синагога Бродского», имущество которой оценивалось в 100 000 pублей, была завещана общине. Доходы Бродской синагоги в 1907 году — свыше 22 000 рублей. При хоральной синагоге (в 1900 году, на пожертвование Л. Бродского) учреждена ремесленная ссудная касса имени С. С. (Сарры Семёновной) Бродской с капиталом в 100 000 pублей, в 1904 году касса получила по завещанию еще 40 000 pублей, а в 1901 году ссудной кассой было выдано ссуд 337 лицам на 27 000 pублей, в 1908 году — 498 человек получили ссуды на 68 000 рублей. 
В 1926 году власти УССР хоральную синагогу закрыли, передав здание под клуб профессиональному союзу кустарей. С 1944 года здание синагоги использовалось как театр, в особенности, как детский кукольный театр. За этот период здание Синагоги Бродского, успело потерять свой аутентичный вид, были сооружены пристройки, убрана абсолютно вся религиозная символика.
Здание многократно реконструировалось. После 1970-х годов по приказу киевских властей был перестроен верхний этаж, а также пристроен фасад. В декабре 1992 года в синагоге возобновились службы. С 1997 года по 2000 год проводились восстановительные и реставрационные работы под руководством архитектора Ю. Паскевича на деньги европейских филантропов. 14 марта 2000 года состоялось торжественное открытие синагоги (в 1990-е годы еврейская религиозная община занимала лишь часть здания, в котором продолжал действовать детский театр). В 2008 году синагога отпраздновала 110-летие.

## Галерея

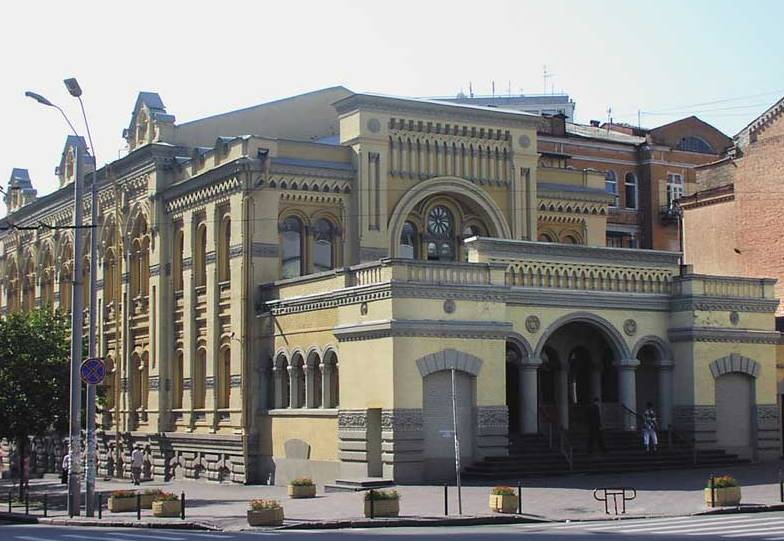
Современный вид.
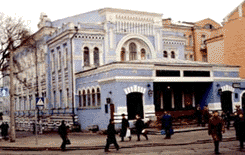
Театр в 1970-х годах.
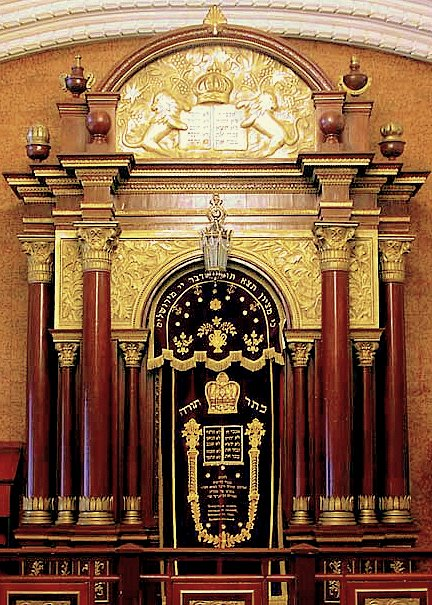
Синагогальный ковчег.
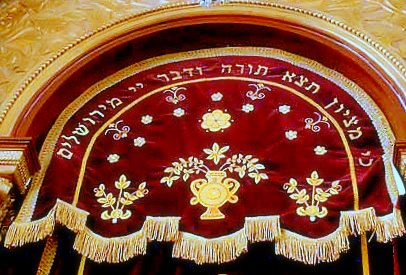
Парохет ковчега.
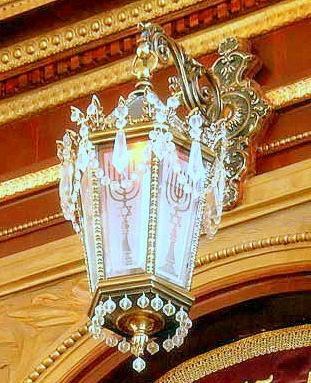
Лампада.
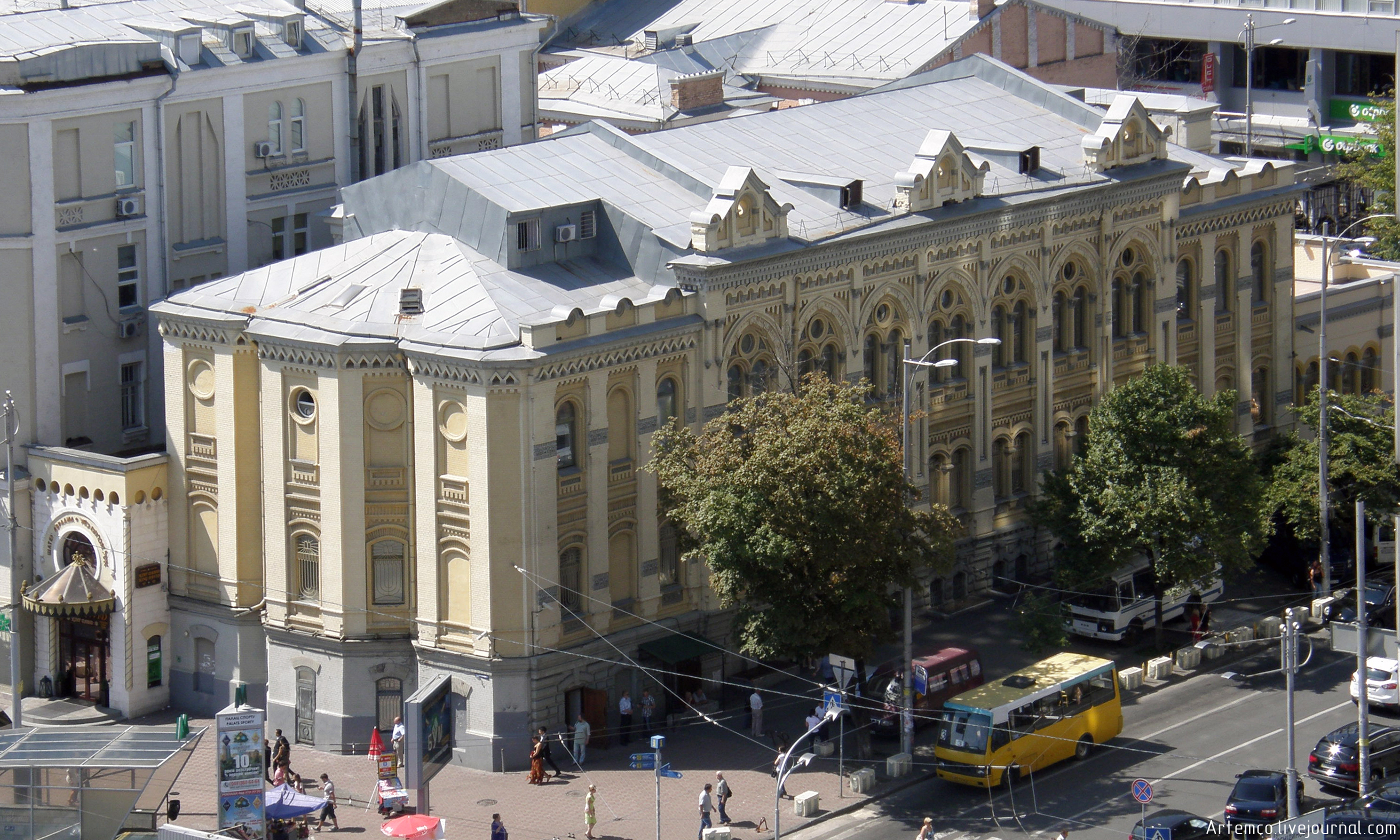
Вид со Спортивной площади.
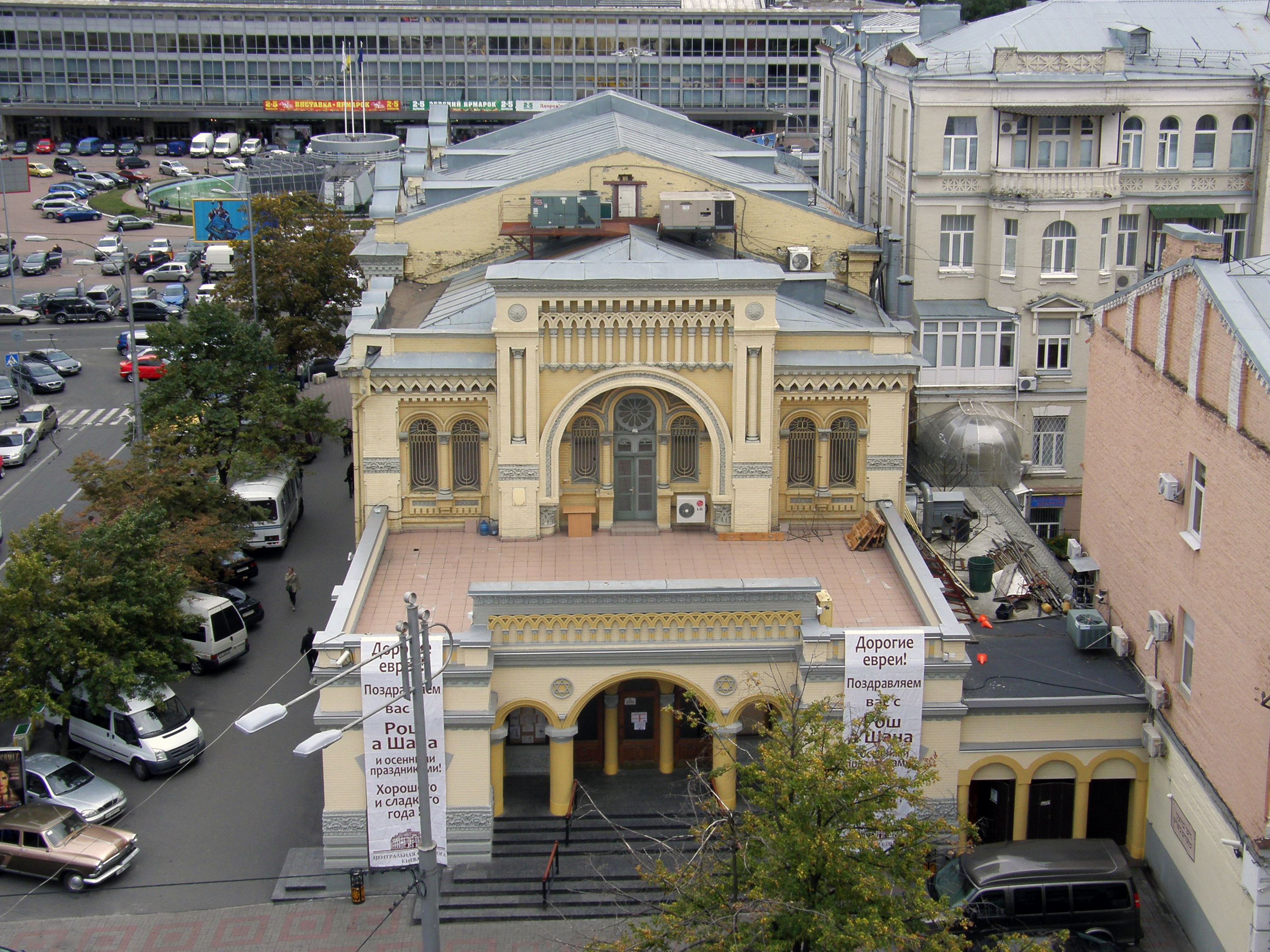
Вид с улицы Шота Руставели.
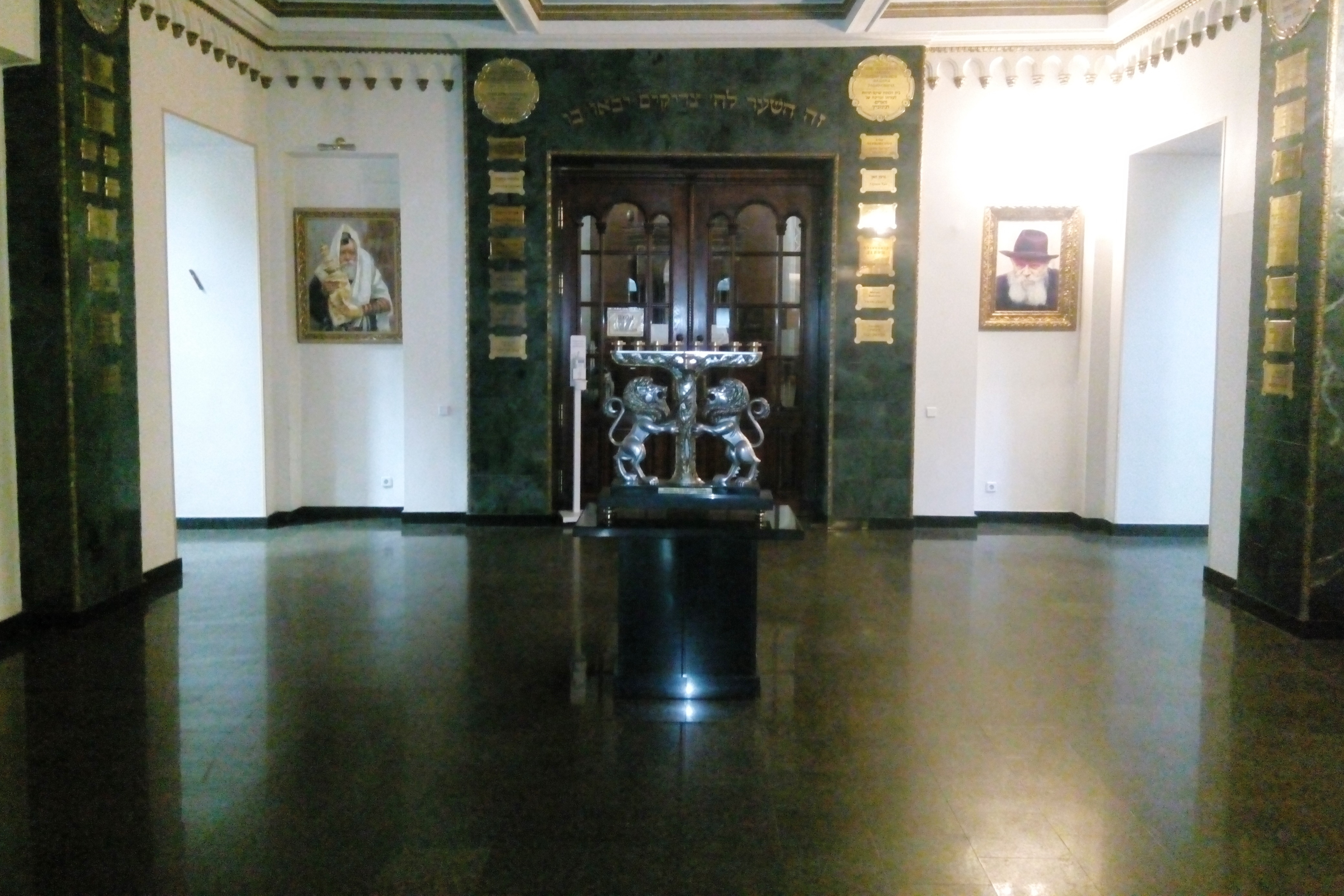
Менора в холле синагоги.